# James Bond (ornitòleg)
James Bond (4 de gener de 1900 – 14 de febrer de 1989) va ser un ornitòleg el nom del qual va fer servir l'escriptor Ian Lancaster Fleming per al seu espia de ficció James Bond.
L'autèntic Bond va néixer a Filadèlfia i va treballar com a ornitòleg per a l'Academy of Natural Sciences d'aquella ciutat i va arribar a ser-ne el conservador d'aus. Fou un expert en aus del Carib i va escriure el que es considera l'obra definitiva sobre el tema, A Field Guide to the Birds of the West Indies, publicada per primera vegada el 1936, la cinquena edició de la qual encara es troba disponible (ISBN 0-618-00210-3).
Ian Fleming, que era un observador d'aus aficionat que vivia a Jamaica, estava familiaritzat amb el llibre de Bond i va triar aquest nom per al seu personatge de la novel·la Casino Royale el 1953, aparentment perquè buscava un nom que fos com més comú millor. Fleming va escriure a la muller de l'autèntic: "Em va semblar que aquest nom breu, poc romàntic, anglosaxó però alhora tan masculí era just el que necessitava i així va néixer el segon James Bond". En la vint-i-unena pel·lícula de James Bond, 007: Mor un altre dia, es veu com Pierce Brosnan, interpretant el Bond de ficció, examina el llibre Birds of the West Indies en una escena a l'Havana, Cuba i es fa passar per ornitòleg, com el veritable James Bond a l'escena que Halle Berry surt de l'aigua.
Bond va guanyar la medalla Musgrave de l'Institute of Jamaica el 1952; la medalla Brewster de l'American Ornithologists Union el 1954, i la medalla Leidy de l'Academy of Natural Sciences el 1975.
Bond es va morir a l'hospital Chestnut Hill de Filadèlfia als 89 anys.